# Enjolras (Les Misérables)
Enjolras és un personatge que interpreta el carismàtic líder dels amics de l'ABC a la novel·la de 1862 Els miserables de Victor Hugo. Tant al llibre com al musical inspirat en l'obra, Enjolras és un revolucionari que lluita per una França amb més drets pels pobres i per les masses oprimides, morint finalment defensant les seves creences durant la rebel·lió de juny de 1832.

## Descripció

### Físic
Enjolras és descrit com un "jove encantador que és capaç de ser terrible" i com un "Antínous salvatge". Es diu que té l'aparença d'una noia de disset anys, amb "pestanyes llargues, ulls blaus, el cabell voleiant al vent, galtes rosades, llavis perfectes i unes dents exquisides".

### Política i moral
Enjolras és un republicà, essent el seu punt de vista significativament influenciat pels Montagnards de la Revolució Francesa. El "dret diví" de la revolució que expressa es diu que aniria "tant lluny com el de Robespierre",:563 i Hugo va exposar que "a la Convenció, hagués estat Saint-Just".:563 La seva filosofia social està influenciada per Jean-Jacques Rousseau, de qui es declara admirador,:576 particularment de la seva obra El contracte social.
Cap al final de la novel·la, Enjolras "arriba a acceptar la transformació de la gran República francesa en la immensa república humana",:1029 i parla d'una "revolució de la veritat" que portarà "llum a tota la raça humana.":1030 En el mateix discurs, sembla establir un paral·lelisme religiós, declarant les barricades de l'alçament de 1832 com un lloc on el dia abraça la nit, exposant que "moriré amb tu i tu tornaràs a néixer amb mi.":1031
Tot i que defensa la violència com un mitjà necessari de la revolució, Enjolras també l'avorreix: en el moment en què ha d'executar un membre de la massa insurreccional (Le Cabuc), que ha matat un propietari, declara que "el què ha fet és horrible [Le Cabuc]... el què ha fet ell [Enjolras] és terrible... Jo també m'he jutjat, i aviat veureu a què m'he sentenciat jo mateix.":966 "La mort," diu, "la utilitzo, però l'odio.":967

## Adaptacions
Des de la publicació original de Les Misérables, el 1862, el personatge d'Enjolras ha aparegut en nombroses adaptacions en diversos mitjans, basats en la novel·la, com ara llibres, pel·lícules, musicals, obres de teatre i videojocs.

### Musical
Enjolras apareix a la versió musical de Les Misérables. Aquest musical omet bona part del rerefons polític dels Amics de l'ABC i de la revolta de Juny; també presenta a Màrius i Enjolras com uns amics molt més propers del què realment són a la novel·la. Tot i que molts dels esdeveniments de la barricada apareixen al musical, Enjolras acostuma a ressaltar quan mor dalt de tot de la barricada, enarborant la bandera roja, apropiant-se del final de Mabeuf a la novel·la. A l'adaptació cinematogràfica de 2012, la seva mort és similar a la que apareix al llibre.